# Bernard Nowak
Bernard Nowak (* 3. November 1950 in Kwidzyn) ist ein polnischer Schriftsteller, Herausgeber und Redakteur.

## Leben
Nowak begann 1968 ein Lehrerstudium in Kalisz, studierte ab 1969 Polonistik an der Katholischen Universität Lublin, ab 1971 an der Jagiellonen-Universität in Krakau, schrieb seine Magisterarbeit über Faustmotive im Dziennik Witold Gombrowiczs. Ab 1. Dezember 1981 aktiv in der Solidarność-Bewegung tätig, nahm am 13. Dezember 1981 an Streiks in Świdnik teil und publizierte im Samisdat, unterbrochen von einigen Monatsaufenthalten in Deutschland und Frankreich.
1988 eröffnete er den Verlag TEST in Lublin, der als erster in Polen offiziell die Gespräche mit Jacek Trznadel „Hańba domowa: rozmowy z pisarzami“ publizierte. Bis Ende der 90er wurden über 80 Titel im Verlag herausgegeben, u. a. die zweisprachige deutsch-polnische Anthologie „Lubliner Lift/Lubelska winda“, Herausgeber Dieter Kalka. Bernard Nowak nahm am deutsch-polnischen Lyrikfestival „wortlust“ in Lublin 1995 als Verleger teil. Im Engelsdorfer Verlag erschien 2015 sein Roman „Der Tanz der Koperwasy“.
Bernard Nowak ist Mitglied der Lubliner Schriftstellervereinigung SPP, deren Präsident er von Mai 2005 bis Juni 2011 war. Außerdem ist er Mitglied der Gewerkschaft Solidarność.

## Schriften
- Der Tanz der Koperwasy[3], Engelsdorfer Verlag Leipzig, 2015.
- Cztery dni Łazarza, wydawnictwo Kultura, Instytut Literacki, Paris.
- Taniec Koperwasów, Wydawnictwo Test, Lublin, 2003.
- Smolice N°86, Lublin 2006.
- Wyroby duchowe. Dwukrotnie (2006 und 2011).

## Preise
- Bolesław-Prus-Literaturpreis, 2004
- Kunstpreis der Stadt Lublin 2003